# Baía de Placentia

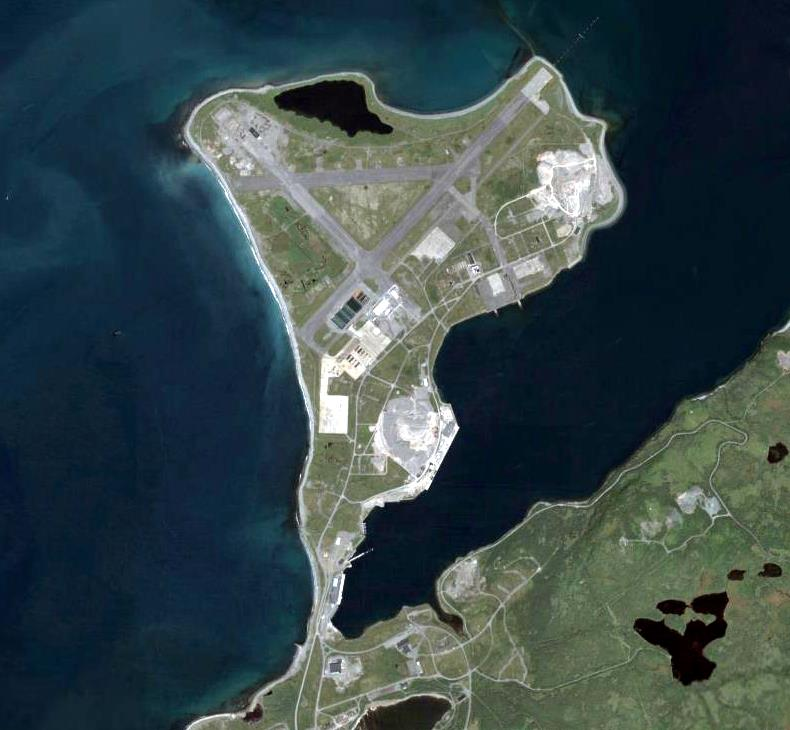
Argentia, pequena comunidade situada numa pequena península na Baía de Placentia

A baía de Placentia é um corpo de água localizado na costa sudeste da ilha de Terra Nova, Canadá. A baía é formada pela Península de Burin a oeste e pela Península de Avalon a leste. Inicialmente na história, a França controlava a baía, estabelecendo a sua capital em Placentia. Os britânicos ganharam o controle da baía através do Tratado de Utrecht em 1713.
Atualmente, as principais comunidades situadas ao longo da baía são Argentia, Placentia, Marystown e Burin.